# تشين شي هوانج
تشين شي هوانغ (بالصينية: 秦始皇) كان ملكا لولاية تشين من 246ق.م إلى 221ق.م وإمبراطورا لأسرة تشين من 221 قبل الميلاد إلى 210 قبل الميلاد. وحّد ولايات الدول الصينية الست الكبرى المتصارعة المتنافرة من خلال حروب تشين للتوحيد، وأدخل عليها إصلاحات هائلة اكتسحت الفساد والانحلال والتفكك الذي دام أكثر من 500 بعد سقوط سلالة زو الحاكمة. وكانت هذه الإصلاحات من الأسس التي أبقت على الصين وعلى تراثها الحضاري ووحدتها الجغرافية حتى اليوم.

## ما قبل شي هوانج تي
كانت الصين قبل هذا الإمبراطور ممزقة، وكان أمراؤها يتصارعون ويتقاتلون. فعاشت هذه الإمارات في ظروف حربية مهلكة. إلا أن إحدى الولايات واسمها الصين (تشين) اعتنقت المبادئ السلوكية الضرورية. أي اعتنقت فلسفة ترى إنه من الضروري أن يكون للإنسان وللدولة أيضاً مبادئ قوية وملزمة، وأن هذه المبادئ على الرغم من أن الحاكم هو من يقرها ويضعها ولابد أن تكن سارية على الجميع وأن الحاكم يجب أن يكون قدوة حسنة. وبفضل هذا المبدأ أصبحت هذه الولاية أقوى الولايات الصينية. واستطاع تشي أن ينصب نفسه ملكاً على الصين كلها أطلق على نفسه «تشي هانج تي» أي إمبراطور الصين العظيم.

## سياسة تشي هوانج تي الداخلية
بسرعة شديدة أدخل تشي تعديلات جوهرية لما يجب أن تكون عليه باقي الولايات من وحدة واستقرار وانضباط، وقام بتقسيم دولته إلى 36 ولاية جعل لكل منها حاكماً مدنياً وجعل لها جيشاً. وعين لكل جيش قائد. وجعل هذه المناصب بالتعيين وليست وراثية، إضافة إلى ذلك عين قائداً أو مستشاراً ليوازن بين الحاكم المدني والحاكم العسكري حتى لا يتفرد أحد بالسلطة.
أصدر بعد ذلك قراراً بنقل الأغنياء والطبقة الأرستقراطية إلى العاصمة ليكونوا تحت رقابته الشديدة.
ربط المدن والعواصم بطرق واسعة طويلة وأعلن بضوح: أنه مالم تكن الدولة مرتبطة ببعضها البعض فلن يكون سهلاً على الحاكم أن يسيطر عليها.
وعلى الرغم من ذكائه في اختيار القادة وحكام الولايات ربط البلاط ربطاً محكماً، وتوحيد الصين والموازين والمقاييس وأحجام العربات وأشكال الحروف. فإنه ارتكب أحد أكبر حماقات التاريخ، حيث أحرق كل الكتب في عصره ولم يستبق إلا بعض الكتب عن الزراعة والصناعة، ويقال أنه احتفظ بنسخة من كل كتاب أحرقه وأودعها مكتبة القصر، ولكن لا يوجد أي دليل مؤكد على ذلك. فقد أراد بهذا العمل أن يقضي على كونفوشيوس وكل تعاليمه الأخلاقية.

## سياسة تشي هوانج تي الخارجية
أما سياسته الخارجية فكانت هي الأخرى عنيفة، فقد كان على علاقة متينة بجيرانه، كما أن جيوشه لم تتوقف عن غزو البلاد الأخرى الواقعة في الشمال وضمها إلى الصين، ثم ربط الأسوار الواقعة على حدود الصين بعضها ببعض، فكان سور الصين العظيم، الذي ما يزال قائماً حتى اليوم وبسبب هذه الحروب الكبيرة فقد فرض ضرائب كبيرة على الناس، فكرهه الناس، وكان من الصعب إسقاطه، لذلك حاول الشعب اغتياله. ولم يفلح أحد في ذلك. إلا أنه مات في فراشه، وبعد وفاته تولى العرش ابنه الثاني تشين إير شي، ولم يبقَ على عرشه سوى أربع سنوات انتهت باغتياله، وبموت ابنه هذا انهارت إمبراطورية الصين.

## إكسير الحياة والموت
عانى هوانج من رعب شديد من الموت وقد أراد أن يعيش ويحكم للأبد، كان هذا ما دفعه للبدء بالبحث عن إكسير الحياة، وقد سعى للحصول على مشورة مختلف الأشخاص منهم فلاسفة وكيميائيون ومشعوذون، ولكن تبيّن في نهاية الأمر أنّ لذلك نتيجة عكسيّة، فبدل أن يطيل “إكسير الحياة” عمر الحاكم أدى إلى تقصيره. استمر هوانج في بحثه حتى أعطاه أحد المشعوذون حبوب زئبق كحلٍّ مؤقت ريثما تصبح خلطة الإكسير جاهزة، لكنّ تناول الملك للزئبق يوميّاً أدى إلى إصابته بالتسمم ودفعه نحو حافة الجنون شيئاً فشيئاً. أصبح هوانج في نهاية الأمر منعزلاً عن العالم كما أنه أخفى نفسه عن الجميع ما عدا بضعة من رجاله المقربين، وقد أمضى أيامه يتحدث إلى ”الكائنات النقيّة“. قام هوانج في تلك الفترة بإصدار العديد من الأوامر الغريبة، مثل الأمر بدفن العديد من العلماء والباحثين وهم على قيد الحياة، كما قام بنفي ابنه الذي كان الوريث المباشر له.
أدى الزئبق في نهاية الأمر للقضاء على حياة هوانج وقد توفيّ في سنٍّ مبكرة نسبياً إذ لم يكن قد تجاوز 49 عاماً. توفي الحاكم في أثناء قيامه بجولة بين المقاطعات، وقد اكتُشفت جثته في مقصورته الملكية –والتي كانت منزلاً مصغراً على عجلات –من قبل كبير حرسه والذي نقل الخبر بسريّة إلى المستشار الإمبراطوري الموثوق لي سي، كان ذلك في العاشر من سبتمبر عام 210 ق.م. تكتّم الثنائي على خبر موت الإمبراطور، بل واستمروا بالتظاهر بأنه حيّ يرزق إذ كان يتم إرسال الطعام والتقارير الرسميّة إلى المقصورة كلّ يوم، ولأجل أن يخفوا رائحة الجثة والتي بدأت بالتفسخ بمرور الوقت قاموا بوضع عربتي أسماك أمام وخلف المقصورة. بالطبع لم يكونا قادرين على التظاهر للأبد، لكن المستشار لم يرغب أيضاً بأن يصل الابن الأكبر للإمبراطور إلى كرسي الحكم بسبب علاقته السيئة معه وخوفاً من أن يقوم بعزله، وهكذا قام بتزوير وثيقة تأمر الابن الأكبر (فوسو) بأن ينتحر بالإضافة لجنراله المفضل (مينج تيان) ورتبّ لأن يستلم الحكم شخصٌ ”مضمون“ أكثر وهو الابن الاصغر تشين إير شي. وقد تمّ ذلك. لكن سرعان ما أن استلم مقاليد الحكم لم يكن قادرًا على إدارة البلاد مثل والده واندلعت الثورات بسرعة. كما كان عهده مليء بالاضطرابات المدنية وانهار كل شيء بناه الإمبراطور هوانج، وفي غضون فترة قصيرة قامت إحدى محاولات التمرد الفوري وقامت انتفاضة 209 ق.م بقيادة تشن شنغ ووو غوانغ.

## رؤية معاصرة لشي هوانج
اختلف المؤرخون حول قيمة الإمبراطور الأول للصين. أما الشيوعيون فيرون فيه حاكما تقدمياً. ويقارنه الغرب بنابليون، ولكن من المؤكد أن هذا الإمبراطور حقق من الوحدة والانضباط والاستمرار والانضباط كثيراً، ولم يفلح أحد بعد ذلك في تغيير هذا الاستمرار والوحدة التي سادت الصين لأي سبب.

## مقبرة تشي شي هوانج
بنى الإمبراطور لنفسه مقبرة عظيمة حوت ثمانية آلاف تمثال من الصلصال لجنود وخيول وعربات حربية بالحجم الطبيعي، كان اكتشاف ضريح الإمبراطور الأول تشين عام 1974 حدثا مذهلًا أذهل العالم خصوصا علماء الآثار.